# Бонарівка
Бонарівка (пол. Bonarówka) — до операції «Вісла» - українське село в Польщі, у гміні Стрижів Стрижівського повіту Підкарпатського воєводства. Центральне село української етнічної групи замішанців. Населення — 168 осіб (2011). 

## Демографія
У 1785 році на території площею 11,29 км² мешкало 543 греко-католики, 10 римо-католиків та 10 євреїв. У 1936 році нараховувалося 2025 греко-католиків та 14 євреїв. 

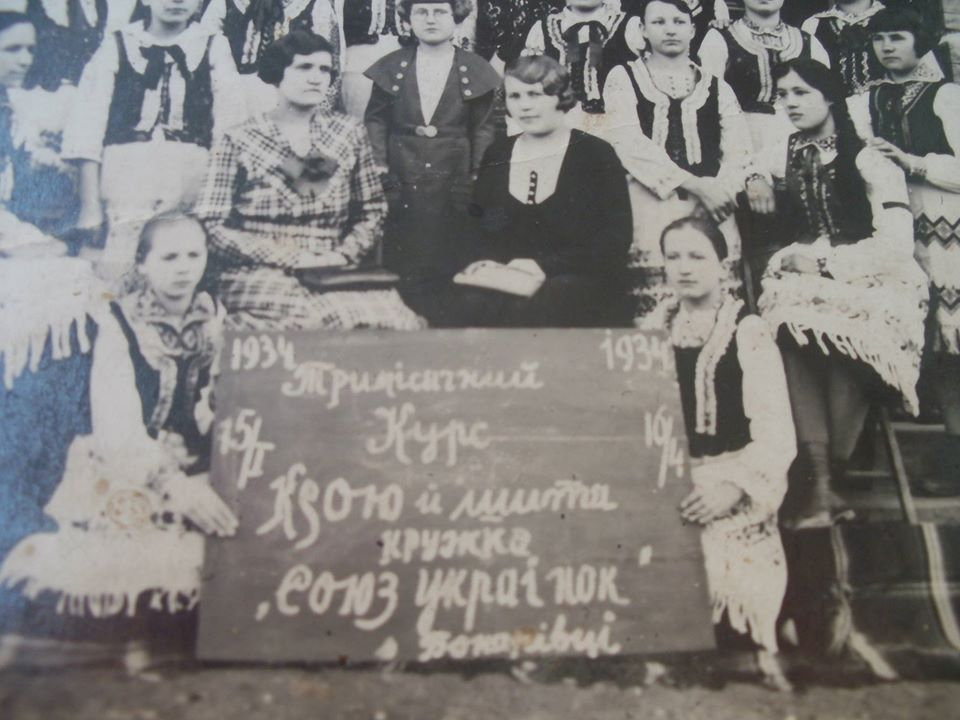
Учасниці Союзу українок у Бонарівці (1934)

Станом на 1 січня 1939 року в селі мешкало 1150 осіб (1135 українців-греко-католиків, 5 українців-римо-католиків, 5 поляків, 5 євреїв та інших національностей). До села належав також хутір Буди Висоцькі, де станом 1936 року жило 39 українців-греко-католиків.

Демографічна структура станом на 31 березня 2011 року:
|          | Загалом | Допрацездатний вік | Працездатний вік | Постпрацездатний вік |
| -------- | ------- | ------------------ | ---------------- | -------------------- |
| Чоловіки | 84      | 19                 | 59               | 6                    |
| Жінки    | 84      | 15                 | 47               | 22                   |
| Разом    | 168     | 34                 | 106              | 28                   |

## Історія
Бонарівку засновано у 1439 році. Серед її засновників були Качмарський, Голей, Голодинський, Лиско, яким боярин Михайло Рох Бонар дозволив «у поблизьких до себе лісах приготувати ріллю». Близько 1460 року місцева православна громада заклала церкву Покрова Пресвятої Богородиці, станом на 1581 рік вона належала до парафії с. Лютча (нині гміна Небилець) Перемишльської єпархії Київської митрополії Константинопольського патріархату.  
У XVI столітті внук Михайла Северин Бонар для балансу населення переселив людей із земель між Перемишлем та Мостиськами. Северин Бонар був також власником Одрикінського замку, що розташовувався за 5 км від Бонарівки. Цей замок був відомим із 1349 року як Каменець. Северин Бонар намагався обороняти населення від нападів польських шляхтичів.
На північ від Лемківщини і на захід від Надсяння, між Ряшевом і Коросно, між польськими селами лежав «український острів» з десяти сіл: Бонарівка, Ванівка, Опарівка, Коростенка, Ріпник, Петруша Воля, Чорноріки, Близенька, Гвоздянка і Яблуниця. Видатний мовознавець Іван Верхратський виділив ці села в окрему групу, назвавши їх замішанцямі — бо вони ніби "замішалися" чи між поляками, чи між лемками і надсянцями. На думку польського академіка Зелінського, Верхратський назвав ці села так, бо в їхній говірці знайшов не лише надсянський та лемківський, але й бойківський і навіть східно-український елемент. Професор Львівського університету Ізидор Шараневич вважав, що територія між Стрижевом і Коросном була заселена полоненими козаками. 
У 1904 році було засновано сільську школу. З початку XX століття у селі діяли українські товариства «Рідна школа», «Просвіта» з читальнею, хором, «Союз українок», «Луг» (1931), Братство тверезості, осередок ОУН, кооперативи «Згода» (1926), «Ощадність» (1926), молочарня «Маслосоюзу». На початку XX століття багато бонарів'ян емігрувало до американського Манчестера (штат Нью-Гемпшир) працювати на прядильному млині «Amoskeag Manufacturing Company».
У селі народився о. Василь Опарівський, батько Ярослави Бандери, тут любив відпочивати Тарас Франко. В селі похована вчителька Юлія Опарівська (дружина о. В. Опарівського), її було вбито 26 липня 1944 року у сусідньому селі бойовиками Армії Людової. За інформацією Артура Бата, Юлія Опарівська була похована в селі Бонарівка наприкінці липня 1944 року та відспівана о. І. Клюфасом.
1841 року в селі побудували парафіяльну дерев'яну церкву Покрови Пресвятої Богородиці, парафія належала до Короснянського деканату. Після другої світової війни село опинилося у складі ПНР. У 1945 році було проведено депортацію, коли частину українців з Польщі депортували до СРСР, а більшість поляків з УРСР депортували до Польщі. Українське населення (близько 220 родин) було виселено з села у травні 1945 року на Івано-Франківщину. 
Станом на 2002 рік у селі мешкало 178 осіб (менше 50 родин). Давня греко-католицька церква Покрова Пресвятої Богородиці використовується як філіальний костел РКЦ, її внесено до туристичних пам'яток Шляху дерев'яної архітектури Підкарпатського воєводства (маршрут 1 «Коросно-Березів»). Належить до пам'яток архітектури за № 1260 від 22.04.1993 року. 
У 1975—1998 роках село належало до Ряшівського воєводства.

## Відомі люди

### Парохи
- Василь Глушкевич (1828—1829)
- Михайло Юрчакевич (1832—1837)
- Іван Котович (1837-1839; 1839-1864)
- Юліан Хиляк (1864—1865)
- Яким Савчин (1865—1877)
- Антін Масляник (1877—1878; 1878—1887)
- Євстахій Пелех (1887-1895)
- Іван Мудрий (1895—1896; 1896—1924) — боровся з пияцтвом в селі, заснував при церкві «Братство тверезості». У 1912 році заснував читальню товариства «Просвіта». За проукраїнську позиція стрижівська поліція приписала йому русофільство під час першої світової війни і таким чином Іван Мудрий потрапив в австрійський концентраційний табір Талергоф. Могила збереглася (18??—1924).
- Іван Клюфас (1924—1925; 1927—1945) — став постійним парохом з 1927 року, виїхав з своїми парафіянами в Станіславську область.
- Олексій Хархаліс (1925—1927)[10].

### Дяки
- Петро Падох — дякував до 1906 року, його донька Марина одружилася з Петро Завійським, який став його наступником
- Петро Завійський — потрапив до концентраційного табору Талергоф.
- Петро Пащак — учасник Першої світової війни, громадський діяч і останній дяк с. Бонарівка.

### Війти
- Петро Ґолей (? — 1906)
- Іван Голодинський (? — 1916)
- Антін Станчак (1920—1922).
- Іван Солтисік (? — 1946)

### Народилися
- Буцьо Зиновій Юрійович (1939) — заслужений енергетик України, меценат.
- Голей Микола Пилипович (1939—2024) — український поет.
- Опарівський Василь (1890—1919)— священик УГКЦ, капелан Восьмої Самбірської бригада УГА, батько Ярослави Бандери.
- Падох Василь (1880 — 1919) — адвокатський кандидат, повітовий комісар ЗУНР судового повіту Янів, убитий поляками 9 червня 1919 року коло селища Погар[11], похований у с. Сливки, перепохований 1922 року у Самборі.
- Пащак Петро Васильович (1895 — 1986) — військовий і церковний діяч, журналіст, автор мемуарів «Спомини з життя моєго».
- Пащак Ярослав Петрович (1922—1996) — краєзнавець, дослідник історії Бонарівки. Автор книги «Родимий край, село родиме».

### Поховані
- Юлія Опарівська (1899—1944) — українська вчителька, громадська діячка, теща Степана Бандери.